# Noëlle Buri
Noëlle Buri, née le 10 avril 2001, est une coureuse cycliste suisse, spécialiste de VTT cross-country. Elle a notamment terminé 2e de la Coupe du monde de cross-country espoirs 2022.

## Palmarès en VTT cross-country

### Championnats du monde
- Championnats du monde de VTT 2020
  -  Médaillée de bronze du relais mixte (avec Luke Wiedmann, Thomas Litscher, Sina Frei, Elisa Alvarez et Alexandre Balmer)
- Championnats du monde de VTT 2021
  - 8e du cross-country espoirs
- Championnats du monde de VTT 2022
  - 6e du cross-country espoirs
- Championnats du monde de VTT 2023
  - 6e du cross-country espoirs

### Coupe du monde
Coupe du monde de cross-country espoirs
- 2022 : 2e du classement général, vainqueur de 2 manches
- 2023 : 4e du classement général, vainqueur de 1 manche

 Coupe du monde de cross-country short-track espoirs
- 2023 : 3e du classement général

### Championnats d'Europe
- Championnats d'Europe de VTT 2020
  -  Médaillée de bronze du relais mixte (avec Fabio Püntener, Janis Baumann, Alessandra Keller, Elisa Alvarez et Thomas Litscher)
- Championnats d'Europe de VTT 2023
  -  Médaillée de bronze du cross-country espoirs